# Acomita Lake
Acomita Lake es un lugar designado por el censo ubicado en el condado de Cíbola, Nuevo México, Estados Unidos. Según el censo de 2020, tiene una población de 339 habitantes.
En los Estados Unidos, un lugar designado por el censo (traducción literal de la frase en inglés census-designated place, CDP) es una concentración de población identificada por la Oficina del Censo de los Estados Unidos exclusivamente para fines estadísticos.
La zona está situada en el extremo norte de la Reserva India Acoma (Acoma Indian Reservation).

## Geografía
Está ubicado en las coordenadas 35°4′8″N 107°36′52″O / 35.06889, -107.61444 (35.068881, -107.614564). Según la Oficina del Censo de los Estados Unidos, tiene una superficie total de 10.45 km², de la cual 10.14 km² corresponden a tierra firme y 0.31 km² son agua.

## Demografía
Según el censo de 2020, hay 339 personas residiendo en la zona. La densidad de población es de 33.43 hab./km². El 95.0% son amerindios, el 1.2% son blancos, el 0.3% es asiático, el 0.3% es de otra raza y el 3.2% son de una mezcla de razas. Del total de la población, el 2.4% son hispanos o latinos de cualquier raza.